# كارول كادوالادر
كارول جين كادوالادر (بالإنجليزية: Carole Cadwalladr)‏ (من مواليد عام 1969) هي كاتبة وصحفيّة استقصائية من المملكة المتحدة. اشتهرت كارول ككاتبة مقالات في الأوبزرفر كما عملت سابقًا في صحيفة ديلي تلغراف. حقّقت كادوالادر شهرة عالميّة في عام 2018 حينما نجحت هي وآخرون في كشفِ فضيحة شركة كامبريدج أناليتيكا وجمعها لبيانات ملايين المستخدمين من موقع فيسبوك ومن ثمّ توظيف تلكَ البيانات لأغراض سياسيّة.

## الحياة المُبكّرة
وُلدت كادوالادر في تونتون بسومرست، وتلقّت تعليمها في أحدِ المدارس المحليّة بمدينة كارديف، قبلَ أن تلتحقَ في وقتٍ لاحقٍ بكلية هيرتفورد.

## المسيرة المهنية
حقّقت رواية كادوالادر الأولى والتي صَدرت بعنوان شجرة العائلة (بالإنجليزية: The Family Tree)‏ شهرة كبيرة حيثُ رُشّحت ضمنَ القائمة القصيرة لجائزة كتاب الكومنولث لعام 2006 وجائزة النادي الأوّل للرواية بالإضافةِ إلى جائزة قارئ ويفرتون الجيّد وكِتاب العام في ويلز. اختِير الكتاب من قِبل ديلي ميل لتسجيلهِ صوتيًا فعُرض على راديو بي بي سي 4 من خمسة أجزاء. أمّا في الولايات المتحدة؛ فقد اختير الكِتابُ من قِبل جريدة نيويورك تايمز لاستعراضه كاملًا كما تُرجمَ إلى عدة لغات بما في ذلك الإسبانية والإيطالية والألمانية والتشيكية والبرتغالية. كصحفية؛ كان عملُ كادوالادر في العقد الثاني من القرن الحادي والعشرين يدورُ حول قضايا متعلقة بالتكنولوجيا وكانت قد أجرت مقابلة في وقتٍ سابقٍ معَ جيمي ويلز مُؤسّس موقع ويكيبيديا.
كتبَ أنتوني بارنت في مدونة نيويورك ريفيو أوف بوكس حول مقالات كادوالادر في ذا أوبزرفر والتي أبلغت في معظمها عن سوء التصرف من قِبل دُعاة حملة انسحاب المملكة المتحدة من الاتحاد الأوروبي كما تطرّقت للتمويل غير المشروع لإجازة التصويت في استفتاء بقاء المملكة ضمنَ الاتحاد لعام 2016. أبلغت كارول أيضًا عن صلات مزعومة بين المدعو نايجل فاراج وبينَ الحملة الرئاسية لدونالد ترامب والتأثير الروسي على الانتخابات الأمريكية الذي ظلّ الموضوع الأبرز في وسائل الإعلام الأمريكية طوال أزيد من ثلاث سنوات. فيما يتعلق بادعاء حملة ترامب الرئاسية؛ وعلى الرغم من أن التقرير الكامل والنهائي لم يُنشر فإنّ تحقيق مولر لم يعثر على دليل على أن حملة ترامب قد تلقت مساعدة من روسيا؛ ولمّا كادَ بريق الموضوع أن يخفت عادت شركة كامبريدج أناليتيكا لتثير الجدل من جديدٍ في عام 2018 بسببِ ما قامت به. هذهِ الأخيرة حاولت الدفاع عن نفسها فاتخذت الشركة إجراءات قانونية ضد ذا أوبزرفر بسببِ الادعاءات الواردة في مقالات الصحفيّة الاستقصائية كادوالدر.
في نيسان/أبريل 2019؛ ألقَت كادوالادر محاضرةً لمدة 15 دقيقة في مؤتمر تيد حولَ الرابط بين فيسبوك وبريكست بعنوان «دور فيسبوك في بريكست - تهديد ديمقراطية». لقد تحدثت كادوالادر مباشرةً مع الأشخاص الذين وصفتهم بأنهم «آلهة وادي السيليكون» بما في ذلك مارك زوكربيرغ، شيرل ساندبيرج، لاري بايج، سيرجي برين وجاك دورسي وهم مؤسّسو شركتي فيسبوك وجوجل الذين كانوا يرعون المؤتمر بالإضافةِ إلى المؤسس المشارك لموقع تويتر الذي تحدث هو الآخر في المؤتمر. لخصت كارول كادوالادر خطابها في مقال نُشر في صحيفة الأوبزرفر بالقول: «كما توقعت؛ لم أكن أعتقد أنه من الممكن إجراء انتخابات حرة ونزيهة مرة أخرى. لقد تحطّمت الديمقراطية الليبرالية؛ لقد كسروها.» لقي خطابها هذا إشادةً كبيرة لكنّ بعض الشركات ممن يُطلق عليها اسمَ «عمالقة التكنولوجيا» انتقدوا ما جاءت بهِ كادوالادر مؤكّدين على عدم وجود «الدقة الواقعية» فيما تقول دون مزيدٍ من التوضيح. في السياق ذاته؛ رفعَ آرون بانكس دعوى تشهير ضد كادوالادر في 12 تمّوز/يوليو 2019 بسبب مزاعمها بأن لديهِ «علاقة سرية» مع الحكومة الروسية بل تقولُ إنه تلقى أموالًا منها.

### الجوائز
فازت كادوالادير بعددٍ من الجوائز طوال مسيرتها المهنيّة؛ وهذه قائمة مُصغّرة بأهمها:
- ترشّحت لجائزة بوليتزر لعام 2019 ، إلى جانب مراسلي جريدة نيويورك تايمز لتغطيتهم لفضيحة شركة كامبريدج أناليتيكا.[16]
- جائزة الصحافة البريطانية في كانون الأول/ديسمبر 2017.[17][18]
- جائزة أورويل للصحافة السياسية في حزيران/يونيو 2018 (بفضلِ عملها في مجال البيانات الضخمة فيما يخصّ استفتاء بقاء المملكة المتحدة ضمن الاتحاد الأوروبي 2016 والانتخابات الرئاسية الأمريكية).[19] خلال الإعلان عن الفائز بالجائزة؛ قالَ المُسَلِّم: «تستحقُّ كارول كادوالادر إشادة عالية لجودة أبحاثها وتصميمها على إلقاء الضوء الشديد على قصة مهمّة ... كان أورويل ليحبها.[20]»
- جائزة مراسلون بلا حدود في تشرين الثاني/نوفمبر 2018.[21]
- جائزة بولك للتقارير الوطنية عام 2018 مع صحفيين من نيويورك تايمز.[22]
- جائزة جيرالد لوب لتقارير التحقيق عام 2019.[23]
- جائزة ستيج لارسون لعام 2018؛ وهي جائزة سنوية قدرها 200000 كرونة سويدية للأشخاص الذين يعملون «بروح ستيج لارسون».[24]
- جائزة رابطة الدراسات السياسية في تشرين الثاني/نوفمبر 2018 (بالشراكة معَ أميليا جنتلمان) لإصرارها وقدرتها على الاستمرار في الصحافة الاستقصائية في مواضيع مثل البيانات الضخمة وطُرف استغلالها.[25]
- ميدالية مهرجان هَايْ السنوي للصحافة في أيّار/مايو 2019 للصحافة الاستقصائية.[26]
- جائزة جمعية المحررين لعام 2018.[27]
- جائزة جمعية المحررين الوطنية لعام 2017.[28]

## قائمة أعمالها
- كادوالادر، كارول (1996). لبنان (دليل البقاء للمسافرين). عمل العطلة. ISBN 1854581473.
- كادوالادر، كارول (2005). شجرة العائلة: رواية. بنغوين. ISBN 9781440649516.